# Antonio Vidal-Puig

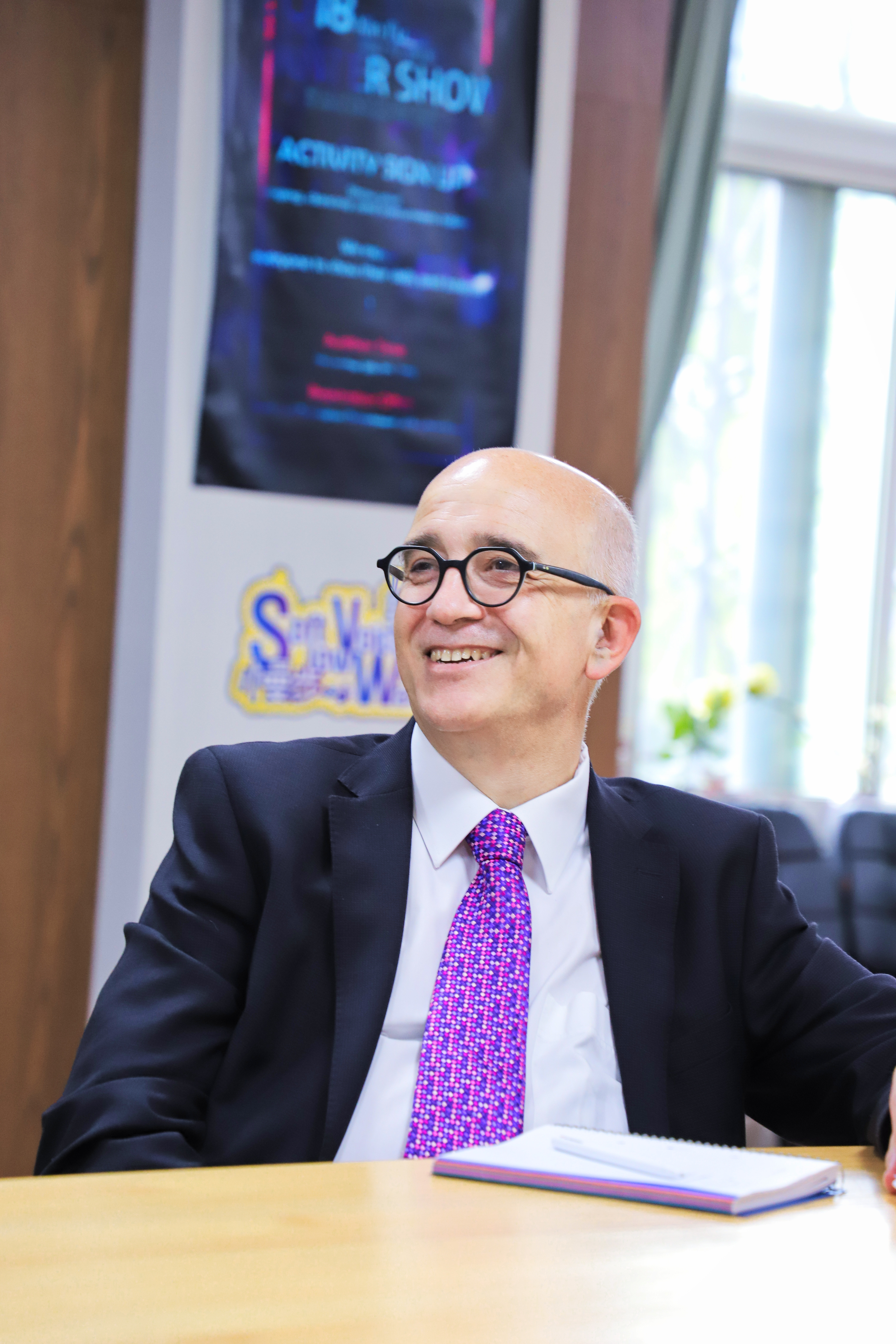
Antonio Vidal-Puig, científico español

Antonio Vidal-Puig, Valencia, 12 de junio de 1962. Es un médico y científico español, que trabaja como Profesor de Metabolismo y Nutrición Molecular en la Universidad de Cambridge (Reino Unido), conocido por haber propuesto  que la modulación farmacológica de la grasa marrón puede servir para tratar el sobrepeso y la obesidad en individuos afectados; igualmente por haber propuesto que la expansión excesiva del tejido adiposo es un factor importante en el pathogenesis de la resistencia de insulina en el contexto de un balance energético positivo. Su trabajo de investigación se ha enfocado en áreas como el metabolismo del tejido adiposo y la lipotoxicidad, el control de la secreción de insulina,  y la fisiopatología del síndrome metabólico, la obesidad, y la diabetes tipo 2.

## Educación
Vidal-Puig estudió medicina  en la Escuela de Medicina de la Universidad de Valencia, y se entrenó en endocrinología en la Escuela de Medicina de la Universidad de Granada. En Boston (1992–1999) realizó entrenamiento postdoctoral en el Massachusetts General Hospital y en el Beth Israel Hospital, Escuela de Medicina Harvard, donde sus mentores incluyeron a Jeff Flier, Brad Lowell, David Moller, y Leo Krall. En 2015  completó la Maestría Ejecutiva de Administración Empresarial en la Escuela Empresarial Judge de la Universidad de Cambridge.

## Carrera
Vidal-Puig estableció su laboratorio de investigación (TVP Lab) en el Instituto de Ciencia Metabólica de la  Universidad de Cambridge en el año 2000,  haciéndose Profesor de Metabolismo y Nutrición Molecular, y asesor honorario en Medicina Metabólica. Es también investigador asociado en el Instituto Wellcome Sanger. En 2014  fue elegido Fellow  de la Academia de Ciencias Médicas del Reino Unido.
Sus compromisos académicos fuera del Reino Unido incluyen su afiliación con el Centro en Inteligencia Artificial para Género humano en la Escuela Empresarial de la Universidad Nacional de Singapur. Desde 2019  ha estado asociado con el recientemente inaugurado Cambridge Universitario Nanjing Centre for Tecnology. Como Profesor Visitante de la Universidad de Nankín,  participa en el estudio de la epidemia de obesidad y diabetes que ocurre en China. Es también Chair del Life Sciences Panel y recipiente de un premio como Investigador principal del Consejo Europeo de Investigaciones.
En 2014, junto con Matej Orešič, editó un volumen de ensayos titulado "A Systems Biology Approach to Study Metabolic Syndrome".

## Trabajo científico

### TVP lab
El laboratorio de investigación de Vidal-Puig en Cambridge (TVP-Lab) se dedica a explorar "los mecanismos moleculares implicados en controlar gasto de energía, la deposición de grasa, y los mecanismos que controlan  el direccionamiento de la grasa hacia la oxidación o el almacenamiento". Más específicamente trabaja en los efectos lipotóxicos que ocurren sobre la sensibilidad a la insulina, la activación de la termogenesis en el tejido adiposo,  los mecanismos moleculares que controlan gasto de energía y activación de la grasa marrón, y modulación de la oxidación de ácidos grasos en el músculo esquelético.

### Conceptos
Entre los conceptos novedosos estudiados por Vidal-Puig se encuentran:
- Hipótesis de la expandabilidad del tejido adiposo. Concepto propuesto en 2006.[16] Según la hipótesis, la expansión de tejido adiposo es un fenómeno normal cuándo un individuo se encuentra en balance energético positivo sostenido, con almacenamiento de "combustible" estratégico. Sin embargo, la mencionada expansión puede alcanzar un umbral, por encima del cual aparecen efectos tóxicos: acumulación anormal de grasa en órganos como músculo, hígado, corazón, riñón;  acumulación de macrófagos en el tejido adiposo, sobreflujo de moléculas proinflamatorias originadas en el tejido adiposo en estrés metabólico (lipotoxicidad). Estos efectos finalmente conducen a estados de enfermedad típicamente acompañantes de la obesidad, como síndrome metabólico, diabetes, ateroesclerosis, hipertensión, e  infarto del miocardio.[17] Este concepto de expandabilidad ha tenido aceptación considerable por parte de los expertos.[18]
- La grasa marrón para tratamiento de obesidad. Dado que la grasa marrón quema grasas para producir calor a través del desacoplamiento de sus mitocondrias (temogénesis), el fenómeno ha sido sugerido como método contra la obesidad.[19][20] Las contribuciones de Vidal-Puig han incluido estudios del control neuronal, metabólico, y genético del desacoplamiento termogénico de las mitocondrias de adipocito, así como pruebas farmacológicas para probar el efecto de posibles activadores sintéticos posibles de dicho desacoplamiento. En trabajos reseñados en medios de comunicación, su equipo descubrió la existencia de mecanismos bioquímicos naturales pro-termogénicos que controlan el desacoplamiento  mitocondrial en las células grasas, un hallazgo con uso potencial para tratar el sobrepeso y activar la termogénesis.[21][22][23]

## Honores
Vidal-Puig impartió la Conferencia Nacional FEBS en 2015, recibió el Premio Conferencia Maimonides de la Universidad de Córdoba en 2016, y  la conferencia Sir Philip Randle, patrocinada por la Sociedad de Bioquímica británica en 2019. Recibió el premio Lilly a la Carrera Distinguida en 2015, el Premio Internacional de Investigación Hipócrates en Nutrición Humana concedido por el Real Academia de Medicina y Cirugía del Principado de Asturias  en 2015,  y la Medalla de la  Sociedad de Endocrinología en 2017.